# 98 Pułk Pograniczny NKWD
98 Pułk Pograniczny NKWD – jeden z pułków pogranicznych w składzie w składzie 64 Zbiorczej Dywizji Wojsk Wewnętrznych NKWD.
W II połowie października 1944 na terenie powiatu zamojskiego, a także w Krasnymstawie, rozpoczął działalność I, II i III batalion 98 Pułku Pogranicznego 64 Zbiorczej Dywizji Wojsk Wewnętrznych NKWD.
Rozkazem bojowym nr 0016 sztabu 64 DS WW NKWD z 16 maja 1945 otrzymał zadanie pozostania w dotychczasowych miejscach dyslokacji oraz obsługi operacyjnej południowych rejonów województwa lubelskiego oraz województwa rzeszowskiego. Podlegał operacyjnie pułkownikowi Bezborodowowi.
Walczył z oddziałami Armii Krajowej oraz innych polskich organizacji niepodległościowych, dostarczał setki osób do zamojskiego więzienia i aresztu PUBP. 

## Skład 20 października 1944
- sztab pułku - Krasnystaw
- 1 batalion strzelecki - Zamość
- 2 batalion strzelecki - Krasnystaw
- 3 batalion strzelecki - Krasnystaw